# Ginalloa andamanica
Ginalloa andamanica là một loài thực vật có hoa trong họ Santalaceae. Loài này được Kurz mô tả khoa học đầu tiên năm 1872.
Phạm vi bản địa của loài này là quần đảo Andaman. Nó là một loại cây bụi hoặc cây bụi bán ký sinh và phát triển chủ yếu trong quần xã nhiệt đới ẩm ướt.